# Reimund Pohl
Reimund Pohl (* 1952 in Köln) ist ein deutscher Manager. Er war von 2005 als Nachfolger von Bernd Scheifele bis 31. Januar 2014 der Vorsitzende der Geschäftsführung der Phoenix Group.

## Leben
Pohl studierte Betriebswirtschaft. Seit 1982 arbeitet er im Pharmagroßhandel.